# Amelora oenobreches
Amelora oenobreches är en fjärilsart som beskrevs av Turner 1919. Amelora oenobreches ingår i släktet Amelora och familjen mätare. Inga underarter finns listade i Catalogue of Life.

## Bildgalleri

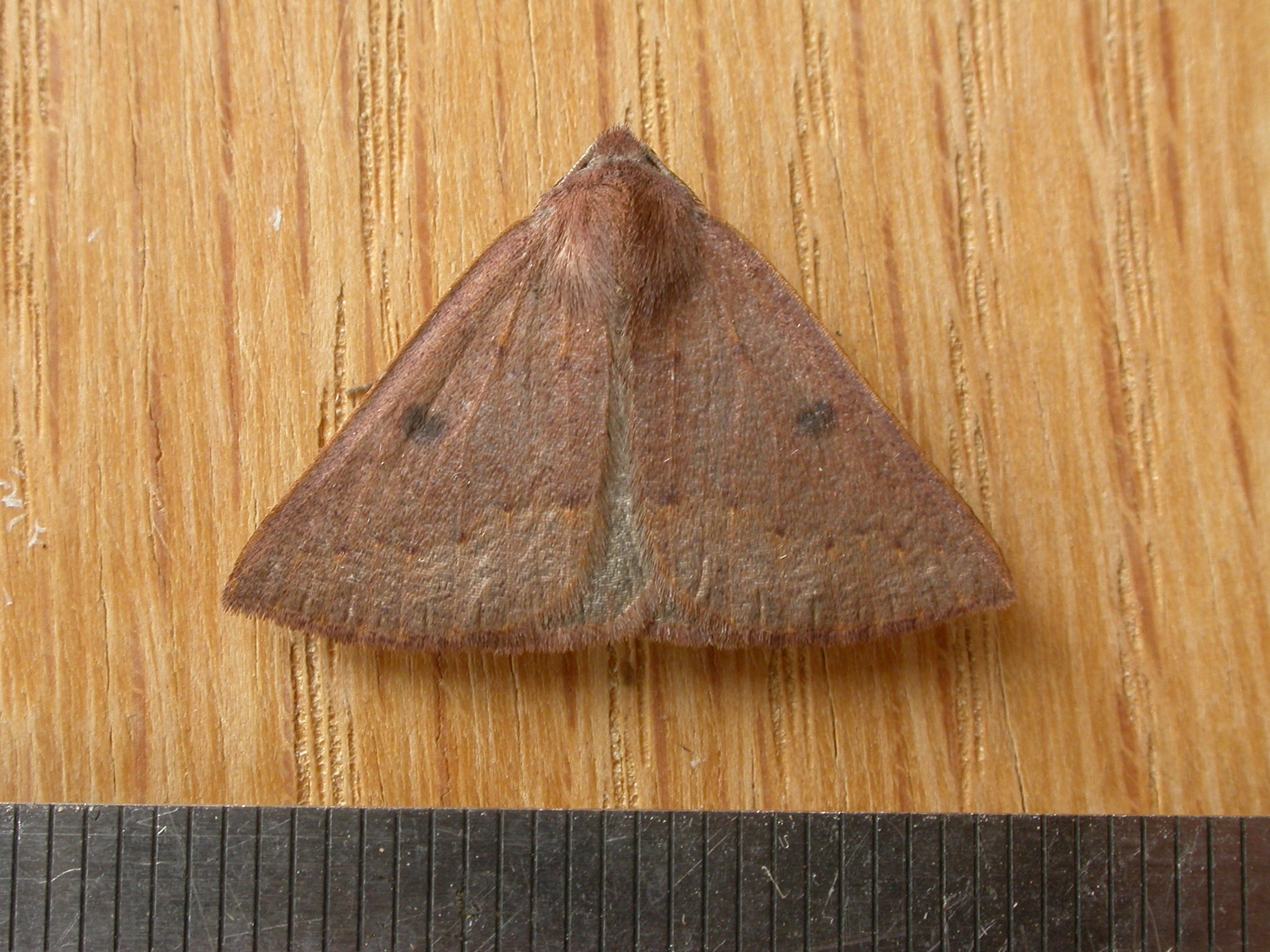